# Meereszentrum Fehmarn
Koordinaten: 54° 26′ 45″ N, 11° 10′ 51″ O
Das Meereszentrum Fehmarn ist ein Schauaquarium in Burg auf der deutschen Ostseeinsel Fehmarn.

## Historie
Das Meereszentrum Fehmarn wurde im Jahr 1994 von einer privaten Eigentümerin gegründet und zog 1997 in einen Neubau ein. 2002/2003 wurde mit dem Bau eines Erweiterungsgebäudes die Kapazität verdoppelt. Anfang der 2000er Jahre wurden jährlich etwa 450.000 Besucher gezählt.

## Beschreibung
Auf einer Fläche von 3000 m² bzw. in vier Millionen Litern Meerwasser werden Haie und tropische Korallengärten vorgestellt. Im drei Millionen Liter fassenden Ozeanaquarium befinden sich Ammenhaie, Sandtigerhaie, Schwarzspitzenriffhaie und Zitronenhaie. In einem vierhunderttausend Liter fassenden Becken mit Unterwassertunnel befinden sich Rochen und Zackenbarsche. Die tropischen Meerestiere, wie Korallen, Seepferdchen und Korallenfische werden in etwa 35 Einzelaquarien vorgestellt.

Die begleitende Ausstellung geht besonders auf das Leben, die Sinne und die Jagd der Haie ein, sowie auf die Bedrohung durch den Menschen.